# Schenkenberg (Chemnitz)
Der Schenkenberg ist eine Erhebung am Südrand der Stadt Chemnitz im Ortsteil Reichenhain.

## Begriffserklärung
Der Name geht auf den Gasthof „Neue Schenken“ zurück, der im 19. Jahrhundert eine Raststätte mit großem baumreichen Garten und weiter Fernsicht an der alten Handelsstraße nach Böhmen (siehe auch sächsische Salzstraße) war und sich an der heutigen B 174 etwa an der Einmündung Georgistraße befand. Ursprünglich hieß dieser Gasthof "Zur Grünen Eiche". Während der Napoleonischen Kriege war er vorübergehend mit verwundeten französischen Soldaten belegt. Das genaue Errichtungsdatum des Gasthofes ist nicht dokumentiert, jedoch zwei Brände am 23. Oktober 1813 und in der Nacht vom 21. zum 22. Februar 1903. Der Gasthofkomplex wurde beide Male wieder aufgebaut und nach dem 2. Wiederaufbau in "Neue Schänken" umbenannt. Er war in der ersten Hälfte des 20. Jahrhunderts ein beliebtes Ball- und Konzert-Etablissement der Chemnitzer Bevölkerung. Im Zweiten Weltkrieg wurden die Gebäude vollständig zerstört und danach nicht wieder errichtet. An ihrer Stelle wurde in den 1950er-Jahren eine Bunkeranlage der Deutschen Post errichtet, die seit 1989 nicht mehr genutzt wird. 
Der Berg selbst wird erst seit den 1960er-Jahren als Schenkenberg bezeichnet, hier wurde der neuzeitliche Straßenname (seit 1968 erst in Verwendung) von der Bevölkerung innerhalb kurzer Zeit akzeptiert und auf den gesamten Hügel übertragen. 
Den Gipfel des Schenkenbergs markiert der Fernmeldeturm der ehemaligen Deutschen Post, der Teil des Richtfunknetzes ist. Die Nähe der ehemaligen Telekomzentrale an der Zschopauer Straße, die einstigen weiträumigen Stasianlagen im benachbarten Adelsberg und der freie Blick vom Schenkenberg gaben diesem zu DDR-Zeiten auch strategische Bedeutung.
Folgt man der B 174 vom Stadtzentrum Chemnitz auswärts, wo sie zuerst entlang einer altpleistozänen Chemnitzterrasse verläuft, so beginnt am Schenkenberg eine deutliche Steigung. Geographisch verlässt die B 174 an dieser Stelle das Erzgebirgische Becken und es beginnt die Nordrandstufe des Erzgebirges. Während die Stadt Chemnitz (Innenstadt) auf ca. 295 m Höhe liegt, erreicht der Schenkenberg bereits 434,4 m Höhe und wird im südöstlichen Umfeld der Stadt Chemnitz nur noch vom Adelsberg mit 509 m Höhe und der Dittersdorfer Höhe mit 552 m Höhe (höchste Erhebung in unmittelbarer Umgebung des Chemnitzer Stadtgebietes) übertroffen.

## Siedlung Schenkenberg
Die Siedlung Schenkenberg mit 24 Eigenheimen und weiteren 12 Häusern westlich der Zschopauer Straße wurde in den Jahren 1935 bis 1937 als Siedlung Julius-Schreck-Straße durch den Architekten Friedrich Kerner, der Baugesellschaft „Heim und Garten“ und nach den Ideen der Gartenstadt-Bewegung errichtet und hieß von 1945 bis ca. 1968 Siedlung Ernst-Enge-Straße. 
Charakteristisch waren die schiefergedeckten Dächer, die Natursteinsockel, die Porphyrgewände der Türen sowie vor allem die Verbindung der Häuser durch Pergolen. Außerdem erhielt bereits jedes Haus eine in die Bebauung integrierte Garage bzw. eine Zweiterschließung durch einen Wirtschaftsweg. In den ersten Jahren ihres Bestehens waren die weiß verputzten Häuser von vielen Punkten der im Talkessel gelegenen Großstadt Chemnitz zu sehen, so dass die Siedlung im Volksmund „Quarksiedlung“ genannt wurde – später verdeckte Baumwuchs die Aussicht. 
Mit dem Aufbau des Hans-Beimler-Wohngebietes, einem durch Häuser in Plattenbauweise geprägten Areal im Chemnitzer Stadtteil Gablenz, wurde eine größere Straße nach dem Antifaschisten Ernst Enge benannt und die Siedlung erhielt innerhalb von 25 Jahren den dritten und nunmehr endgültigen Namen Schenkenberg. 
Die Siedlung wurde 2002–2005 um einige Eigenheime in städtebaulich nicht gelungener Form erweitert. Im Anschluss erstreckt sich eine Streuobstwiese (GLB) des Grünflächenamtes Chemnitz, die vom NABU gepflegt wird.
Dem Weltkrieg fiel das Haus Nr. 10 zum Opfer, das durch eine Luftmine zerstört wurde.

## Sowjetischer Friedhof
Der 1945 angelegte Sowjetische Friedhof mit seiner alten Lindenallee und den hunderten warmroten Porphyrgrabsteinen mahnt an die Opfer des Zweiten Weltkrieges. Besonderheiten sind die kleine Kapelle mit dem an die Petersburger Peter-Pauls-Festung erinnernden Dachreiter und zwei Mahnmale aus Porphyr.  

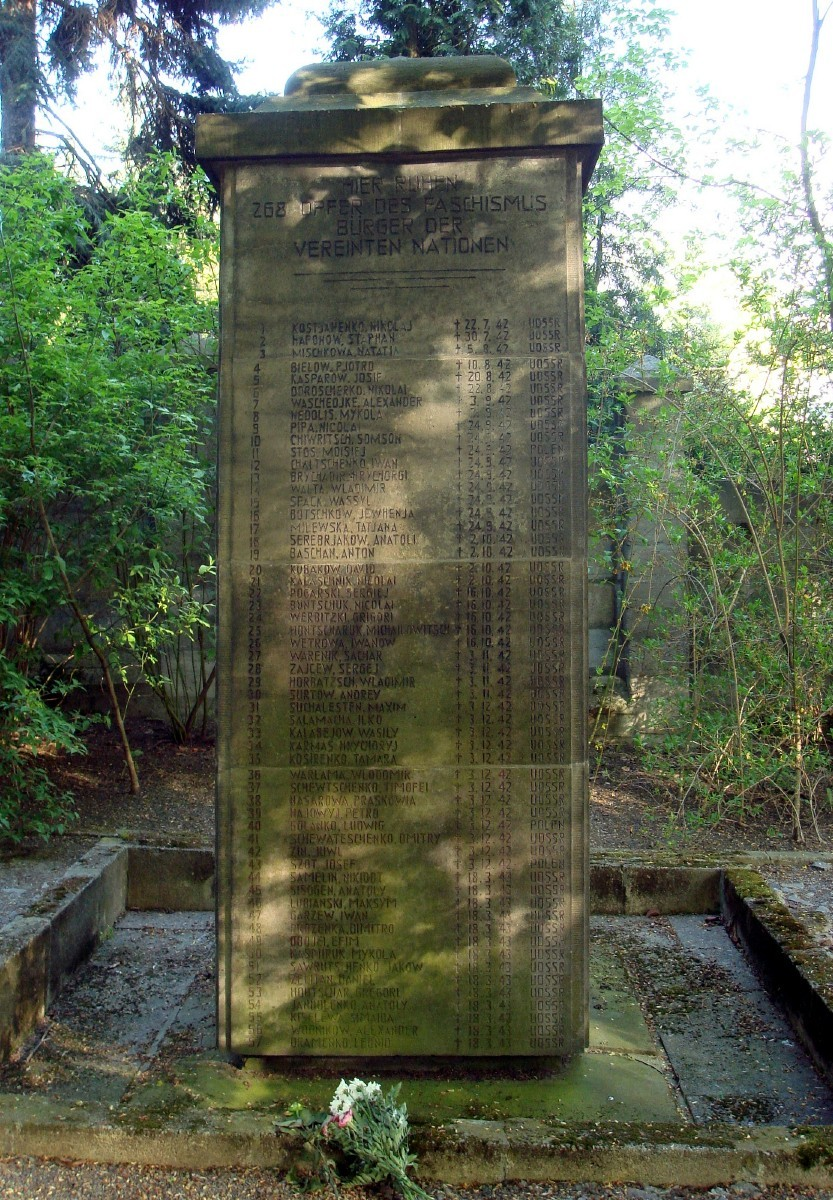
Sandstein-Stele
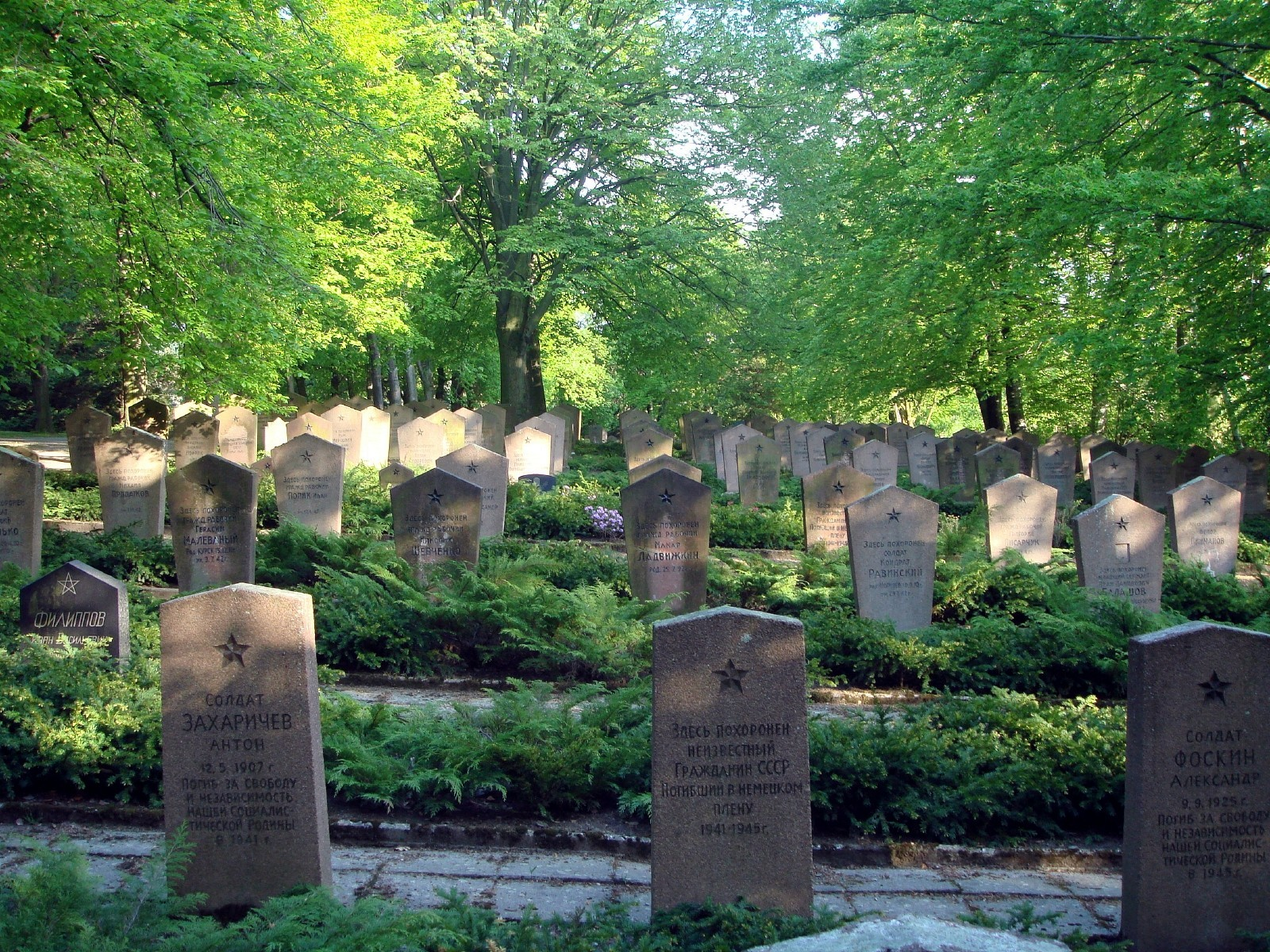
Grabsteine
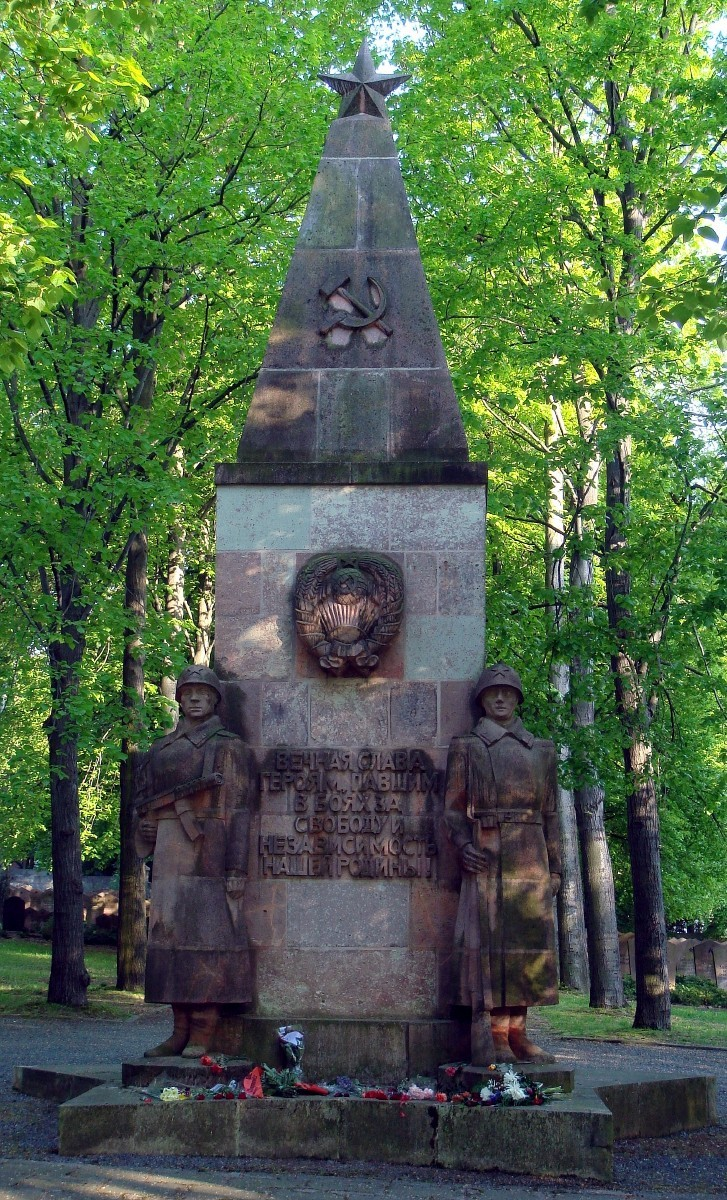
Obelisk von Hanns Diettrich

Koordinaten: 50° 49′ N, 12° 58′ O